# Josefina Vázquez Mota
Josefina Vázquez Mota (ur. 20 stycznia 1961 w Meksyku) – meksykańska polityk, sekretarz edukacji od 2006, sekretarz rozwoju społecznego w latach 2000–2005.

## Kariera polityczna
Josefina Vázquez Mota ukończyła ekonomię na Universidad Iberoamericana w Meksyku.
Vázquez Mota w lipcu 2000 została wybrana do Izby Deputowanych LVIII parlamentu z listy Partii Akcji Narodowej. W grudniu 2000 została mianowana sekretarzem rozwoju społecznego w gabinecie prezydenta Vicente Foxa. W styczniu 2005 zrezygnowała ze stanowiska i została koordynatorem kampanii prezydenckiej Felipe Calderóna przed wyborami prezydenckimi w lipcu 2006. Po zwycięstwie Calderóna, Josefina Vázquez Mota 1 grudnia 2006 objęła funkcję sekretarza edukacji w jego gabinecie.
Josefina Vázquez Mota jest zamężna, ma troje dzieci. Jest autorką książki pt. "Dios mío, hazme viuda por favor" (Mój Boże, proszę, uczyń mnie wdową), w której prezentuje duże przywiązanie do wartości katolickich.